# 伊藤洸輝
伊藤 洸輝（いとう ひろき、1999年10月26日 - ）は、日本の飛込選手。2020年東京オリンピックに出場した。2023年世界水泳選手権の混合10mシンクロ高飛込において、板橋美波とともに銅メダルを獲得した。
神奈川県出身。帝京高等学校、日本大学出身。JSS宝塚所属。